# 52 г. пр.н.е.
52 (петдесет и втора) година преди новата ера (пр.н.е.) е година от доюлианския (Помпилийски) римски календар.

## Събития

### В Римската република
- Консули на Римската република са Гней Помпей (за III път) и Квинт Цецилий Метел.
- Януари – Публий Клодий Пулхер е убит след сблъсък със своя съперник и враг Тит Аний Мило и негови привърженици. Убийството предизвиква вълнения в Рим, при които тълпа от поддръжници на убития занася тялото в курията на сената, където използва дървените части от обзавеждането, за да направи погребална клада.[1] При подпалването на кладата изгаря цялата сграда.[1] В отговор на безредиците е прието „Последно решение на Сената“ (Senatus consultum ultimum), с което сигурността на Рим се поверява на интеррекса (тъй като не са се провели избори редовни консулски избори), народните трибуни и на Гней Помпей (промагистрат по силата на предоставената му през 55 г. пр.н.е. проконсулска власт).[1][2]
- Милон е изправен пред съд за убийството на Клодий и осъден на заточение, което той избира да прекара в Масалия.
- Помпей е назначен за „консул без колега“.[3]
- Помпей се жени за Корнелия Метела и помага на новия си тъст да стане втори консул през юли.[3]
- Последна година на Галските войни:
  - Март – обсада и завземане на Аварик.
  - Април-Май – обсада и поражение на Цезар при Герговия.
  - Лято – обсада на Алезия. Цезар построява сложна укрепителна системa около селището.
  - Септември – решителна победа на Цезар в битката при Алезия. Верцингеторикс се предава с остатъците от армията си.
- Колегията на трибуните прокарва (с подкрепата на Помпей) специален закон, с който на Цезар е дадено право да се кандидатира за консул в отсъствие (in absentia).[4]
- Приет е закон относно магистратите изискващ те да направят изявлението, с което се кандидатират за длъжността (professio) лично. Помпей добавя клауза правеща изключение за Цезар.[4]
- С цел да предотврати повтаряне на скорошните изборни скандали, Помпей подпомага приемането на закон изискващ всеки консул или претор да могат да получава власт над провинция единствено след изтичане на пет години от края на мандата му. Самият Помпей, обаче е изключен от действието на закона и получава незабавна власт над Испания за пет години.[4]

## Родени
- Фенестела, римски историк (приблизителна дата)
- Юба II, цар на Нумидия (умрял 23 г.)

## Починали
- 18 януари – Публий Клодий Пулхер, римски политик (роден 93 г. пр.н.е.)
- Марк Аций Балб, римски политик и дядо на Октавиан Август (роден ок. 105 г. пр.н.е.)
- Сурена, партски военачалник (роден ок. 84 г. пр.н.е.)